# VeraCrypt
VeraCrypt – darmowe narzędzie używane do szyfrowania danych. Pozwala na szyfrowanie całych dysków, partycji, przenośnych dysków USB oraz tworzenie wirtualnych zaszyfrowanych dysków o określonej pojemności jako tzw. magazyny. VeraCrypt jest forkiem nierozwijanego już programu TrueCrypt, a jego kod źródłowy jest dostępny, na podstawie własnościowej licencji TrueCrypt.
VeraCrypt umożliwia szyfrowanie plików za pomocą algorytmów: AES, Camellia, Kuznyechik, Serpent i Twofish; a także szyfrowanie wielokrotne przy pomocy kombinacji: AES-Twofish, AES-Twofish-Serpent, Serpent-AES, Serpent-Twofish-AES, Twofish-Serpent.
W VeraCrypt dostępne są następujące funkcje haszujące: RIPEMD-160, SHA-256, SHA-512, Whirlpool, Streebog i BLAKE2s-256.